# الزاب (الجزائر)

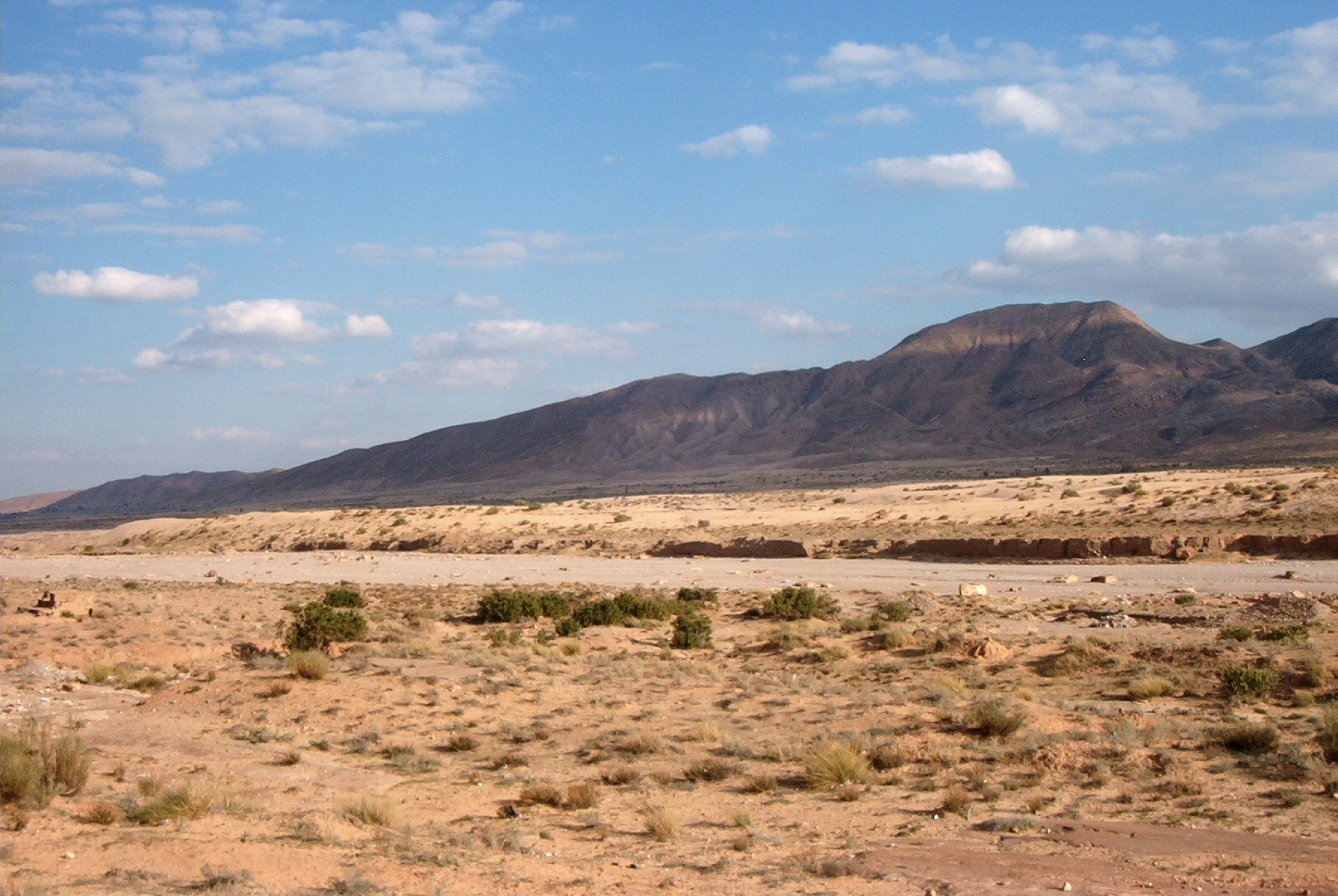
جبال الزاب بالقرب من فج الشعيبة.

الزاب مفرد الزيبان منطقة تقع في الشمال الشرقي للصحراء الجزائرية أسفل سفوح جبال الأطلس الصحراوي، فهي كما وصفها ابن خلدون وطن كبير يشتمل على قرى متعددة متجاورة جمعا و كثيرة النخيل يعرف كل واحد منها بالزاب وأولها زاب الدوسن والشعيبة و أولاد جلال و يسمى "الزاب الغربي" ثم زاب طولقة و زاب مليلي و زاب بسكرة و هي عروس الزيبان و يسمى "الزاب الشرقي" و كذا زاب أم الطيور و المغير و يطلق عليه "الزاب الصغير" و أم هذه المناطق كلها مدينة بسكرة. تقع منطقة الزيبان في «منطقة سهلية واقعة بين جبال أولاد نايل غربا وجبال الأوراس شرقا، و تضم حاليا ثلاثة ولايات كبرى و هي بسكرة و المغير و أولاد جلال»

## تاريخ
بعد سقوط القيروان على يد الخوارج سنة 141 للهجرة، أرسل الخليفة المنصور جيشا قدر ب40 ألف جندي بقيادة محمد بن الأشعث بصحبة أحد قادة الجيش الأغلب بن سالم التميمي، فكانت الهزيمة للإباضية و تمكن الأشعث من دخول القيروان و تمت إعادة بسط النفوذ العباسي على المنطقة سنة 144ه-761م. بعد ذلك أقر الوالي الأشعث بتعيين العمال على أقاليم إفريقية. وعين الوالي محمد بن الأشعث الأغلب بن سالم التميمي كوال لإقليم الزاب الشاسع عام 144 للهجرة وعاصمته طبنة، وبعد وفاته تم تعيين الوالي عمر بن حفص الذي أعاد ترميم المدينة وبنائها سنة 151 للهجرة ليجعلها مركزا لحماية القيروان، وقد تعرضت المدينة لحصار الاباضيين سنة 153 هجري، ما جعل الخليفة هارون الرشيد يعين واليا مباشرة من بغداد للمدينة. وكان لمدينة طبنة دور أساسي في تأسيس الدولة الأغلبية على يد إبراهيم بن الأغلب الطبني التميمي سنة 184 للهجرة.
ويتابع ابن خلدون وكانت مشيختها في القديم بعد الأغالبة والشيعة لعهد صنهاجة ملوك القلعة من بني رمان من أهلها. وجاءت دولة الموحدين والذكرة والبيت لبني زيان. وكان بنو مزني لفقا من لفائق الأعراب وصلوا إلى أفريقية أحلافا لطوالع بني هلال بن عامر في المائة الخامسة، ونسبهم بزعمهم في مازن من فزارة والصحيح أنهم لطيف من الأثبج، ثم تناجزوا الحرب وتواقعوا بسكك المدينة وكانت صاغية الدولة مع بني زيان لقدمهم في البلد ولما خرج الأمير أبو اسحق على أخيه محمد المستنصر لأول بيعته ولحق بالزواودة من العرب وبايع له موسى بن محمد بن مسعود البلط أمير البدو يومئذ واعتمر به بسكرة وبلاد الزاب وأناخ عليها بكلكله كما قدمناه قام يومئذ فضل بن علي بن أحمد بن الحسن بن علي بن مزني بدعوته.

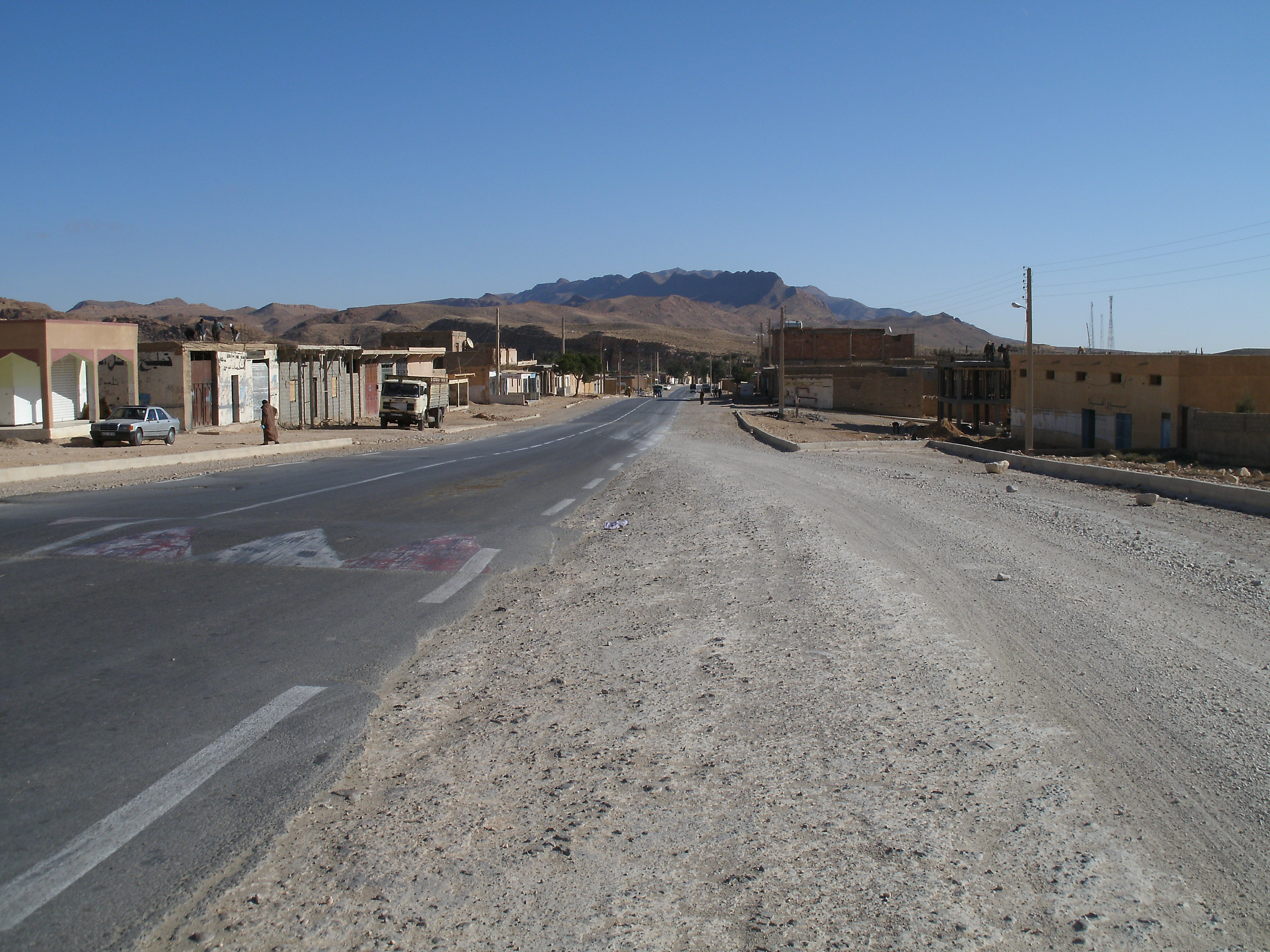
جبال الزاب بالقرب من الشعيبة.

تعاقب على حكم المنطقة الهائلة العديد من السلالات العربية والبربرية. وكانت تعتبرها الدولة العثمانية متوحشة، حيث لم يكن بايات الجزائر العاصمة ودايات قسنطينة يزورونها الا مرة واحدة فقط في السنة، وبقوات كبيرة، لرفع الضريبة.
قام الفرنسيون، بقيادة دوق أومالي، بغزوها في عام 1844. وفي الزاب الشمالي اندلعت ثورة الزعاطشة في عام 1849 بعد استسلام الأمير عبد القادر في ديسمبر 1847، والذي كان يحكم كل الزيبان.